# Лаанеметса
Ла́анеметса (ест. Laanemetsa küla, виро Lannamõtsa külä) — село в Естонії, у волості Валґа повіту Валґамаа.

## Населення
Чисельність населення на 31 грудня 2011 року становила 65 осіб.

## Історія
До 22 жовтня 2017 року село входило до складу волості Тагева й було її адміністративним центром.

## Пам'ятки
- Православна церква Петра і Павла (Laanemetsa Peeter-Pauli kirik), пам'ятка архітектури[2]
- Жертовний камінь (Laanemetsa ohvrikivi), археологічна пам'ятка[3]

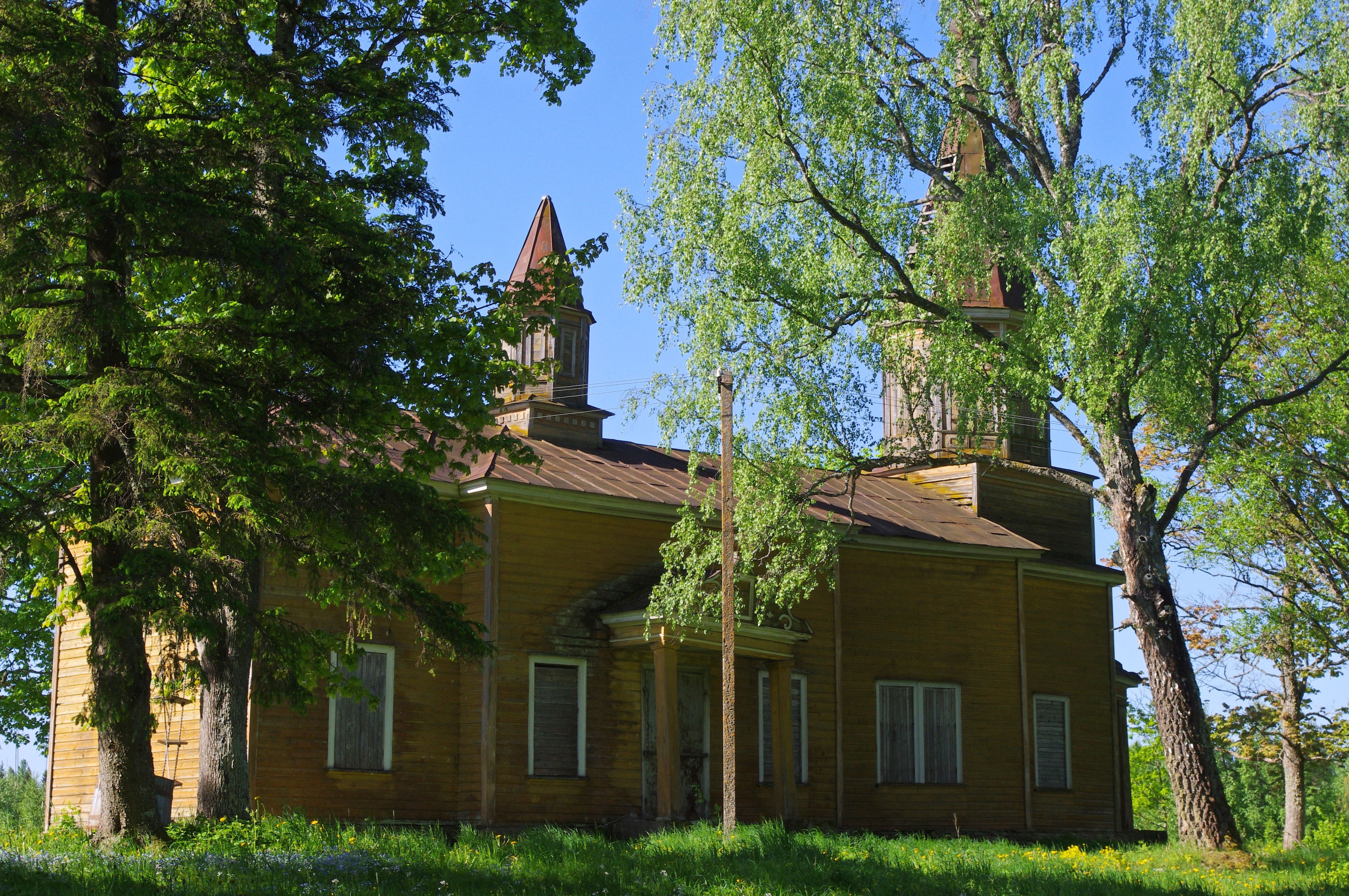
Церква Петра і Павла